# نحن بشر (فلم)
نحن بشر: فيلم مصري، صدر في عام 1955.

## قصة الفيلم
يبحث ربيع (محمود المليجي) عن عمل بعد خروجه من الاصلاحية، لكن دون جدوى لأن صحيفة سوابقه تقف في طريق إيجاد عمل شريف، وأخيرًا يلتقى بأحد أصدقائه بكر (نبيل الزقزوقي) الذي كان معه بالإصلاحية ويلحقه بأحد الأوكار التي تعمل في القمار والرذيلة، إحدى الغانيات هانيا (هدى سلطان) ترمى شباكها عليه إلا أنه يصدها، ويضيق بهذا المجال، ويتزوج فاطمة (درية أحمد) وينجب أطفالاً، ويولد من أطفاله رزق (سليمان الجندي) من هو مصاب بالشلل، الذي يتطلب علاجا ومبالغ كثيرة، يذهب للغانية للاقتراض منها، لكن ابنه يموت قبل أن يبدأ علاجه، ويتفق مع الغانية على فتح نادى للقمار، ومن هذا النادى يمكن أن يبتز الأغنياء وامكنه أن يجمع أموالا كثيرة، يقوم ربيع بتسليم هذه الأموال للمستشفى الذي كان سوف يعالج به ابنه لشراء معدات وأجهزة حديثة، تقوم المستشفى بتكريمه ولكن يقبض عليه بتهمة قتل الغانية، إلا أن الأدلة الجديدة تثبت براءته ويعود مرة أخرى لحياته البسيطة مع أسرته.

## القصة الكاملة
ربيع (محمود المليجي) وبكر (نبيل الزقزوقي) و هندى (محمد عبد الحميد) ثلاث أطفال لجأوا إلى الشارع هربا من قسوة أباءهم، عثر عليهم المعلم حنكوره (رياض القصبجي) فضمهم إلى عصابته المكونة من أطفال الشوارع يسرقون وينهبون وينفذون أوامره حتى قبض عليهم البوليس واودعهم في أحد الملاجئ، ولكنهم كانوا يهربون ثم يعاد القبض عليهم حتى جاوزوا السن القانونية فدخلوا السجون، وكلما أفرج عنهم عادوا بجريمة جديدة حتى كبروا في السن ربيع (محمود المليجي) وبكر (حسين عيسي) وهندى (فتوح نشاطي) وعملوا عند الست هانيا (هدى سلطان) وهى غانية تدير منزلها للقمار، هندى خادم مطيع، وبكر يجلب الزبائن ويحب هانيا، وربيع يقوم باللعب باحتراف كبير ويأخذ خمسة جنيهات في الليلة. يستأجر ربيع شقة ليعيش فيها منفردا، وتحاول هانيا ان توقعه في حبائلها فقد سئمت من بكر، ولكن ربيع يصدها حتى لا يخون صديقه بكر. ادخر ربيع بعض المال وترك هانيا بعد ان ضجر من المال الحرام وركب سيارة متوجها إلى الفيوم وقابل في طريقه مغنية الأفراح الريفية فاطمة (درية أحمد) وهى مقطوعة من شجرة مثله، فإستأجر قهوة في الفيوم وشقة صغيرة وتزوج من فاطمة وعاش بالحلال وانجب ولدا اسماه رزق، ومرت الأعوام وكبر رزق وأصبح صبيا (سليمان الجندي)، واصيب رزق بشلل أطفال فذهب به ربيع إلى أحد المشتشفيات الخاصة بالقاهرة لعلاجه بعد ان فشلت المستشفيات المجانية بالفيوم في علاجه، وصارحته مديرة المستشفى (علوية جميل) بأن العلاج سيتكلف الكثير وعليه ان يذهب إلى مستشفى حكومى مجانى، ولكنه رفض واتصل بزوجته في الفيوم وطلب منها بيع الشقة والقهوة، ولكن النقود سرقت منها في الطريق، فإضطر للذهاب إلى هانيا طالبا نقودا، ولكنها ساومته على حبها فرفض، فتمسكت به أكثر، وعمل معها بنسبة من الأرباح، وربح كثيراً وكله صرفه على علاج ابنه، ولكن عدم وجود الإمكانيات والأجهزة الحديثة حال دون شفاءه، فإقترحت عليه المديره أن يعالج إبنه في الخارج، وبذل جهدا أكبر في جمع المال الحرام، ولكن رزق مات فدفع كل مامعه لمديرة المستشفى لتشترى أجهزة حديثة لتعالج الأطفال المصابين، وإنزوى وحيدا يجتر أحزانه، ولكن طيف إبنه جاءه ليطلب منه العمل على إنقاذ بقية الأطفال من المرض اللعين، فكون مع هانيا شراكة في صالة قمار كبيرة تقدم الخمر والرقص يوميا، وتوسع في جلب المقامرين حتى كون ثروة كبيرة أعطاها للمديرة لتبنى مستشفى كبير مجهز بأحدث الأجهزة لعلاج شلل الأطفال.وفى يوم الافتتاح قبض عليه بتهمة قتل الغانية هانيا، ولكن اثبتت التحقيقات أن القاتل هو بكر الذي قبض عليه واعترف بقتلها، وافرج عن ربيع الذي عاد مرة أخرى إلى الفيوم ليمارس عملا حلالا بدون قمار مع زوجته فاطمة في قهوته القديمة قهوة الاعتماد على الله.

## طاقم العمل

### الممثلين
- محمود المليجي
- سليمان الجندي: الطفل
- حسن البارودي
- زهير عبد الكريم: ممثل سوري
- هدى سلطان
- إبراهيم عمارة
- درية أحمد
- علوية جميل
- رياض القصبجي

بالأضافة إلي: عبد المنعم إسماعيل - توفيق إسماعيل - عبد الحميد بدوي - على عبد العال - محسن حسنين - سعاد فوزي - فتوح نشاطى - عباس الدالي - سعيد خليل - أنور زكي - لطفي الحكيم - محمد صبيح - حسين إسماعيل - عليه فوزى - سعيد فرج

### طاقم العمل
- امبرتولانزانو (تصوير سينمائي)
- فارس وهبة (مساعد مصور)
- مسعود عيسى (تصوير سينمائي)
- عيسى أحمد (ماكياج)
- محمد عدلى (مساعد ماكياج)
- عباس حلمى (تنفيذ المناظر)
- ستوديو ناصيبيان (طبع وتحميض)
- اميل بحرى (مونتاج)
- افلام النجم الفضى (إنتاج)
- سليمان البارودى (مساعد الإنتاج)
- عدلى خليل (مدير الإنتاج)
- كارل (مهندس الصوت)
- وإلى السيد (ريجيسير)